# جرابلس
جرابلس شهری از توابع استان حلب در کشور سوریه است. ساکنان این شهر را عرب‌ها، کردها و ترکمن‌ها تشکیل می‌دهند.

## جنگ
در ۱۸ ژانویه ۲۰۱۴ این شهر به تصرف داعش درآمد و در نهایت ارتش ترکیه و شورشیان سوری این شهر را در ۲۴ اوت ۲۰۱۶ به تصرف خود درآوردند. این شهر اولین شهر سوری بود که در خلال عملیات سپر فرات ترکیه آن را تصرف کرد.